# Florent Bureau
Florent-Joseph Bureau  (* 17. Dezember 1906 in Jemeppe-sur-Sambre; † 28. Juni 1999 in Uccle) war ein belgischer Mathematiker. Er war Professor an der Universität Lüttich und befasste sich vor allem mit Analysis.

## Wissenschaftliche Karriere
Bureau war der Sohn eines Eisenbahnarbeiters und besuchte das Athenäum in Namur, bevor er ein Ingenieursstudium an der Universität Lüttich begann, das er 1927 abschloss. Er spezialisierte sich auf Metallurgie und wurde 1929 promoviert. Nach dem Gewinn von Reisestipendien setzte er sein Studium in Paris sowie in Berlin, Kopenhagen und Rom fort.
1932 wurde er Repetitor für Mathematik an der Universität Lüttich, 1933 wurde er Agrége für höhere Studien, 1934 Chargé de Cours (Lehrbeauftragter) für Algebra und Determinantentheorie und ab 1936 für analytische Mechanik. 1938 wurde er ordentlicher Professor in Lüttich. Während der deutschen Besatzung im Zweiten Weltkrieg ging er nach Frankreich. 
Er war 1950 Gastwissenschaftler am Collège de France in Paris, am Institute for Advanced Studies, der University of Maryland und an der New York University. 1951 besuchte er die Universitäten in Pisa, Neapel und Rom, und 1953/54 war er als Fulbright-Stipendiat an der University of Chicago und 1955/56 an der Duke University.
1956 erhielt er in Lüttich den Lehrstuhl für höhere Analysis. 1976 wurde er emeritiert.

## Arbeiten
Bureau befasste sich mit hyperbolischen partiellen Differentialgleichungen, wobei er auf Methoden von Jacques Hadamard aufbaute, und behandelte in diesem Rahmen Probleme der Hydrodynamik, Lichtausbreitung in Kristallen und in der Wellenmechanik des Elektrons. Außerdem befasste er sich mit gewöhnlichen nichtlinearen Differentialgleichungen in Komplexen, aufbauend auf Arbeiten von Paul Painlevé.
1952 erhielt er den Francqui-Preis. 1939 wurde er korrespondierendes und 1944 volles Mitglied der Königlich Belgischen Akademie der Wissenschaften. Er war Großoffizier des Leopold-Ordens.
Zu seinen Schülern zählt Henri-Georges Garnir (1921–1985).